# Geographie North Carolinas

Lage North Carolinas in den Vereinigten Staaten

North Carolina [ˈnɔːɹθ ˌkæɹəˈlaɪnə] ist ein an der Atlantikküste gelegener Bundesstaat im Südosten der Vereinigten Staaten. Der Staat grenzt im Süden an South Carolina und Georgia, im Westen an Tennessee und im Norden an Virginia. Die Geographie North Carolinas wird durch die drei Regionen des Landes bestimmt, die Küstenebene, das Piedmont Plateau und die Bergregion.

## Lage und Ausdehnung
North Carolina liegt an der Südostküste der Vereinigten Staaten und grenzt an die Bundesstaaten South Carolina und Georgia im Süden, Tennessee im Westen und Virginia im Norden. Im Osten liegt der Atlantik. Der Staat erstreckt sich zwischen dem 34° und 36°21′ nördlicher Breite und dem 75°30′ bis 84°15′ östlicher Länge, seine Ausdehnung in ostwestlicher Richtung bemisst sich damit etwa auf 800 Kilometer und erstreckt sich in nordsüdlicher Richtung über 240 Kilometer.

## Regionen

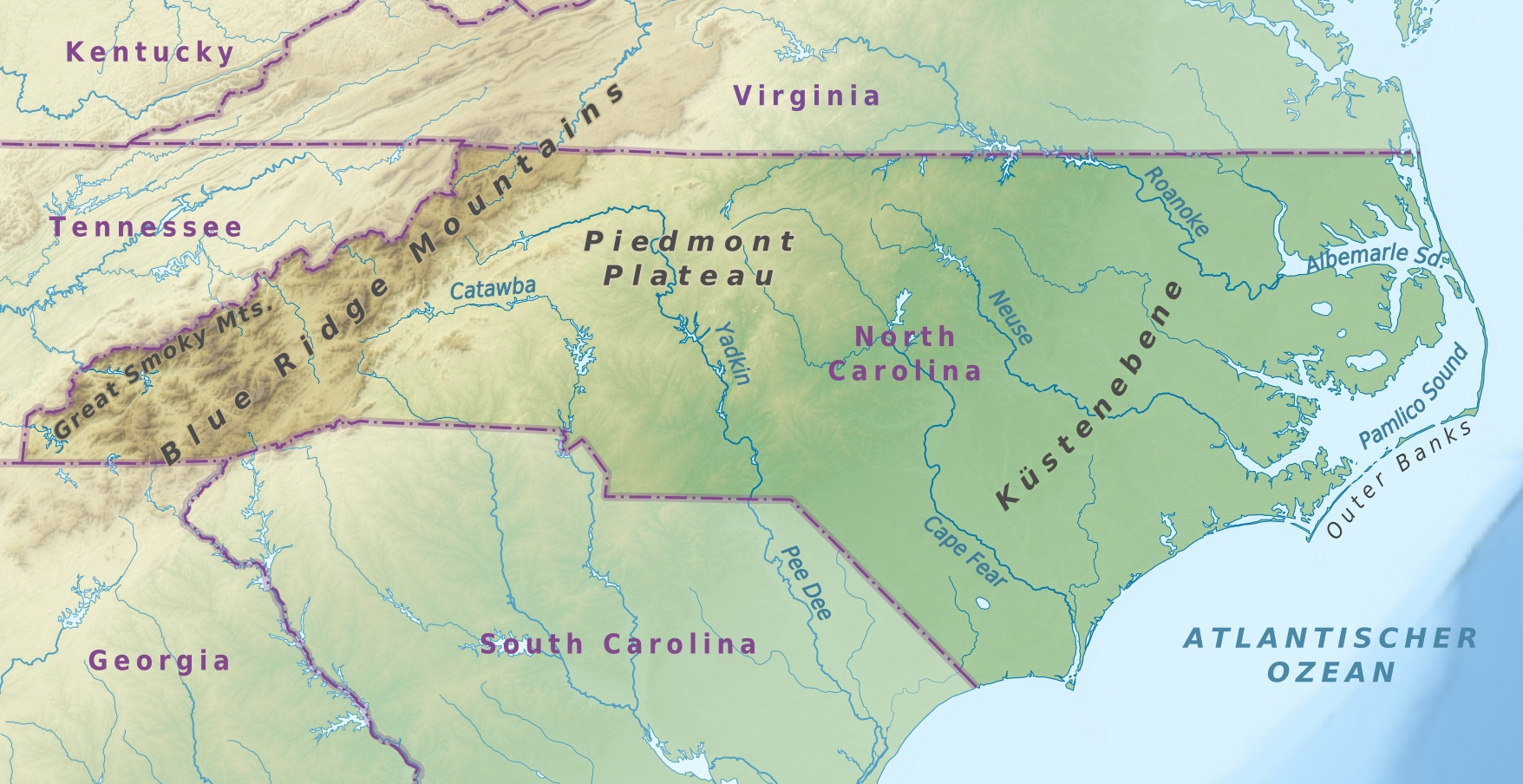
Topographische Karte North Carolinas

Geographisch lässt sich North Carolina von Ost nach West in drei wesentliche Teile gliedern: Die Küstenebene am Atlantik, das Piedmont Plateau und die Bergregion der Appalachen. Der höchste Gipfel der Appalachen, der Mount Mitchell (2037 m), liegt in North Carolina.

### Küstenregion
Etwa zwei Drittel des Bundesstaates werden von der atlantischen Küstenebene eingenommen. Die Küstenebene wird im Westen durch die fall zone (dt. Wasserfall-Gegend) begrenzt; dort fällt das Piedmont Plateau relativ steil zur Küstenregion hin ab und die in den Appalachen entspringenden Flüsse des Staates weisen hier Stromschnellen und Wasserfälle auf. Die fall zone verläuft entlang einer Hügelkette von der Grenze zu South Carolina durch Fayetteville, Raleigh und schließlich durch Henderson an der Grenze zu Virginia. Die Hügel fallen bis zu 90 Meter zur Küstenebene hin ab.
Östlich dieser Linie ist die Küstenebene sehr flach mit sandigen Böden. Hier wachsen dichte Wälder, überwiegend mit Kiefern und anderen immergrünen Bäumen. Die Böden eignen sich besonders für den Anbau von Tabak, Soja, Melonen und Baumwolle. Diese Region, zu der die Inner Banks gehören, ist die ländlichste North Carolinas, mit nur wenigen größeren Städten und Gemeinden. Die Flüsse, Neuse River, Tar River, Pamlico River, und der Cape Fear River fließen langsam und verbreitern sich mit tiefen Flussbetten in der Ebene.

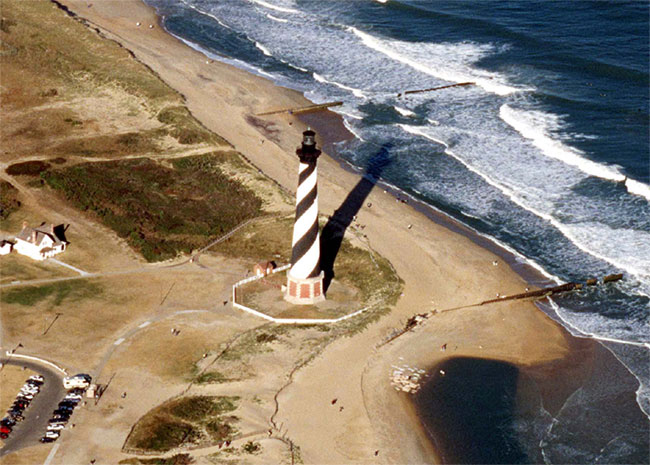
Leuchtturm auf Kap Hatteras

Zu der Küstenebene gehören auch die im äußersten Osten gelegenen Outer Banks, eine Kette extrem sandiger schmaler Inseln, die eine Barriere zwischen dem Atlantik und den im Landesinneren gelegenen Wasserwegen bildet. Die Banks haben keine vorgelagerten Korallenriffe und sind deshalb in ihrer Position variabel. Die Outer Banks bilden zwei große Meerengen, den Albemarle Sound im Norden und den Pamlico Sound im Süden, deren Fläche die des Staates Connecticut übersteigt. Diese beiden Sunde bilden die größten mit dem Festland verbundenen Meerengen der Vereinigten Staaten. Die Outer Banks werden wegen der vielen Havarien und auf Grund gelaufenen Schiffe vor diesem Küstenabschnitt auch „Friedhof des Atlantiks“ genannt. Auf einer der Inseln der Outer Banks befindet sich der südöstlichste Punkt der Ostküste der Vereinigten Staaten, Kap Hatteras. Weitere Landvorsprünge sind das Cape Lookout und das Cape Fear.
Obwohl North Carolina über Hunderte von Kilometern Küste verfügt, mangelt es aufgrund der vorgelagerten Inseln und des Sumpflandes an einem geeigneten natürlichen Hafen, weshalb sich in North Carolina nie eine wichtige Hafenstadt entwickeln konnte, wie das in den Nachbarstaaten Georgia (Savannah), Virginia (Norfolk) und South Carolina (Charleston) der Fall war. Wilmington, das etwa 25 Kilometer im Landesinneren am Cape Fear River liegt, ist der einzige größere Hafen des Staates. Der Cape Fear River muss häufig ausgebaggert werden, um größeren Handelsschiffen die Passage zu ermöglichen.

### Piedmont Plateau

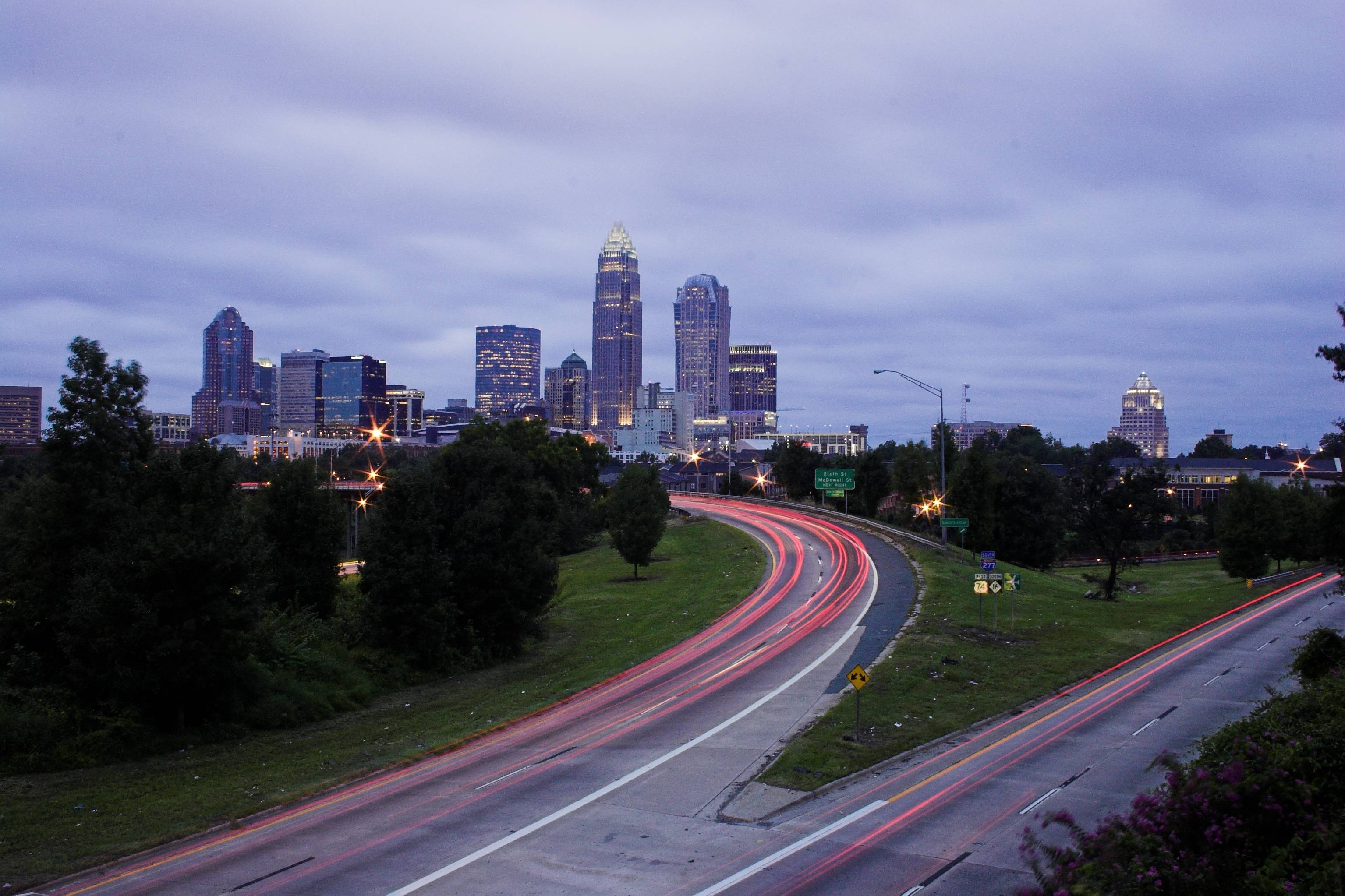
Charlotte ist Teil der Metrolina, einer Region im südlichen Piedmont

Etwa zwei Fünftel der Fläche North Carolinas nimmt das Piedmont Plateau ein, das sich in westlicher Richtung an die Küstenebene anschließt. Den Übergang zwischen der tiefer gelegenen Küstenregion und dem Piedmont markiert die fall zone, die den Höhenunterschied beschreibt, an dem Flüsse erstmals Wasserfälle ausbilden. Die Piedmont-Region im Zentrum des Staates ist die am stärksten urbanisierte und am dichtesten besiedelte Region North Carolinas. Das Piedmont ist eine hügelige Landschaft, die häufig durch kleinere Ausläufer der Berge und durch von Flüssen geformte Täler unterbrochen wird und aus beinahe völlig erodierten Überresten höherer Berge entstanden ist. Im Piedmont gibt es einige kleinere, isolierte und stark erodierte Berggipfel und Bergzüge, darunter die Sauratown Mountains, den Pilot Mountain, die Uwharrie Mountains, Crowder’s Mountain, King’s Pinnacle und die South Mountains. Die Höhe des Piedmonts reicht von etwa 90 Metern im Westen bis hin zu 300 Metern über dem Meeresspiegel im Osten. Die größeren Flüsse des Piedmont, beispielsweise der Yadkin River und der Catawba River, fließen eher schnell in schmalen und seichten, von Untiefen durchzogenen Flussbetten.
Die Böden bestehen überwiegend aus dünnen steinigen Schichten auf Lehmbasis, die sich auf Gneisschichten aus Granit und anderen metamorphen Gesteinen abgelagert haben. Am östlichen Rand des Plateaus finden sich sandige Hügel, die eine frühere Küstenlinie mit ihren Dünen und Stränden markieren. Auf den gut durchfeuchteten Böden wachsen vor allem Pfirsiche und Melonen, für die die Region bekannt ist.
Wie in der Bergregion des Staates bestand der Bewuchs des Piedmont überwiegend aus dunklen Wäldern mit dichtem Unterholz, unterbrochen durch größere grasbewachsene Lichtungen. Mit der Ausdehnung der Landwirtschaft im 18. Jahrhundert wurden weite Teile der Wälder gerodet und durch Felder und Weiden ersetzt. Durch die seit den 1970ern schnell voranschreitende Verstädterung der Landschaft wurde und wird die Landwirtschaft weitgehend verdrängt und weicht einer suburbanen Struktur.

### Bergregion

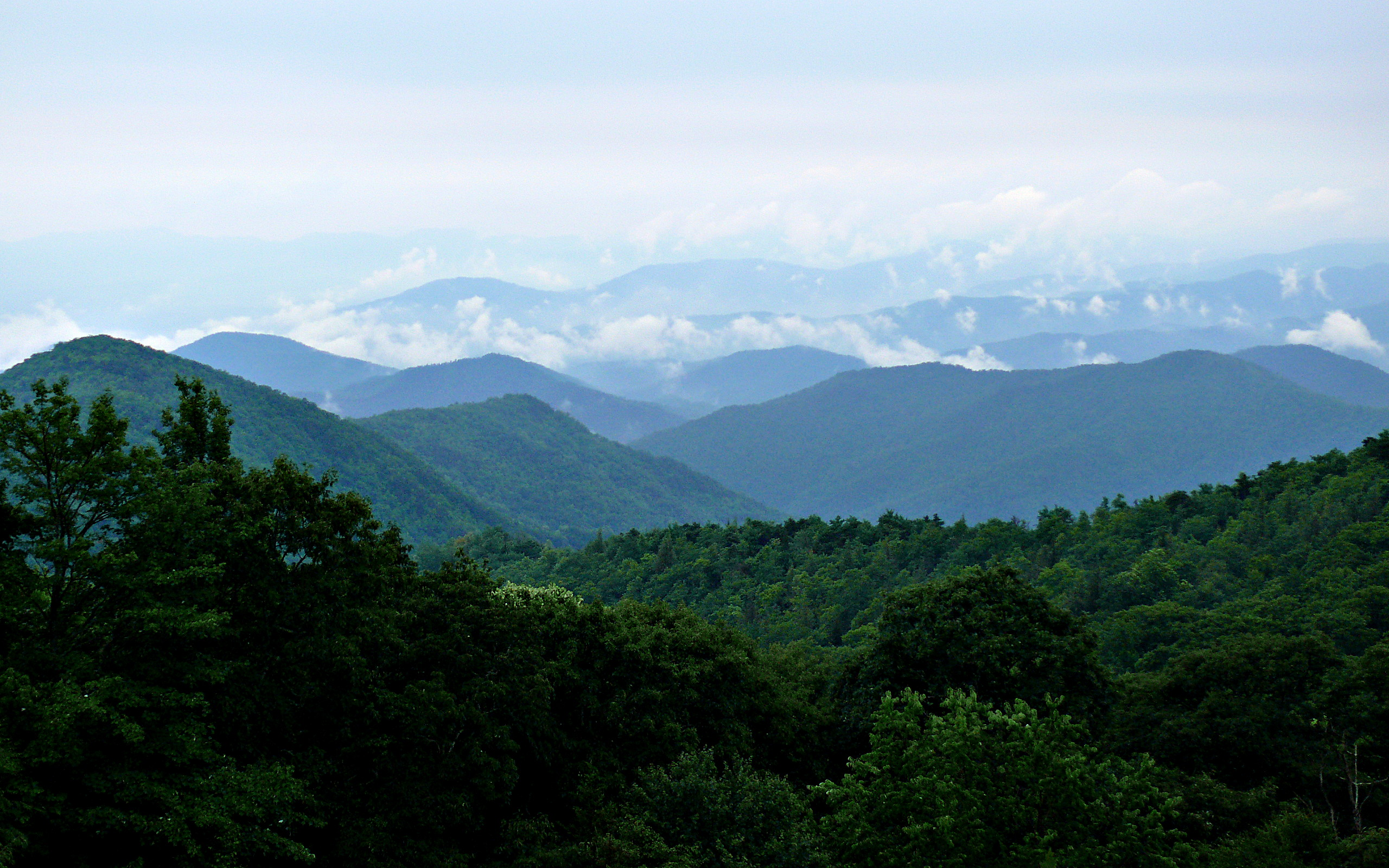
Die Blue Ridge Mountains im Westen des Staates

Die Gebirgskette der Appalachen bildet die Westgrenze des Staates. Die Berge auf dem Gebiet North Carolinas lassen sich in vier Bergzüge einteilen:
- Die Great Smoky Mountains, die auch als die Smokies bezeichnet werden, bilden die Westgrenze des Staates und sind der zweithöchste Gebirgszug in North Carolina. Der höchste Punkt der Smokies in North Carolina ist der Mount Guyot mit einer Höhe von 2018 Metern über dem Meeresspiegel.
- Die Blue Ridge Mountains sind der größte Gebirgszug North Carolinas und verlaufen in einem gewundenen Kurs durch den Westen des Staates mit gelegentlichen hohen Ausläufern über das umliegende Terrain. Die Black Mountains, die zum Blue Ridge gehören, bilden die höchsten Gipfel östlich der Rocky Mountains, der höchste davon, der Mount Mitchell, erhebt sich in North Carolina 2037 Meter hoch über den Meeresspiegel und bildet den höchsten Punkt östlich des Mississippi.
- Die Brushy Mountains sind ein deutlich kleinerer und niedriger Gebirgszug, der sich vollständig innerhalb der Staatsgrenzen befindet. Diese Berggruppe wird oft die Brushies genannt und trennt in ihrem Verlauf die Flussbetten des Catawba River und des Yadkin River. Der Verlauf der Brushy Mountains beginnt mit der Erhebung des Hibriten Mountain in Caldwell County und endet mit dem Pilot Mountain und den Sauratown Mountains in Stokes County. Der höchste Gipfel der Brushies ist der Pores Knob 817 Meter über dem Meer.
- Die Uwharrie Mountains, benannt nach einem der früher in der Region ansässigen Indianerstämme, sind der östlichste und zugleich älteste und niedrigste Gebirgszug North Carolinas. Die Uwharries beginnen in Montgomery County und laufen in den Hügeln des Person County aus. Die höchste Erhebung dieses Gebirgszugs ist der High Rock Mountain mit nicht einmal 350 Metern über den Meeresspiegel, erhebt sich aber dennoch weit über das umliegende Land, das nur etwa 150 Meter hoch über dem Meeresspiegel liegt.

Jeder dieser Gebirgszüge wird durch spezifische Charakteristika geprägt, beispielsweise ist die Kette der Smoky Mountains im Gegensatz zu den Blue Ridge Mountains zusammenhängender und einheitlicher in ihrer geographischen Ausrichtung und Höhe. Die Blue Ridge Mountains bestehen aus mehreren einzelnen Formationen, die sich eher lose zu einer Kette aneinanderreihen, die Höhe der Gipfel variiert zwischen etwa 1500 Metern und 2040 Metern über dem Meeresspiegel, während die durchschnittliche Höhe bei etwa 1200 Metern liegt. Die Hänge im Osten steigen steil von 500 Meter auf 1300 Meter über Meereshöhe an, sie wirken auf manche Beobachter wie eine gewaltige hohe Wand, die den westlichen Horizont des Staates durchläuft. Die Brushy Mountains werden von einer bemerkenswerten Gleichförmigkeit in Richtung und Höhe geprägt, denn viele der Gipfel bewegen sich um 600 Meter über dem Meeresspiegel, während sich nur wenige über 700 Meter hoch erheben. Der letzte Gebirgszug, der Uwharrie Ridge präsentiert sich manchmal als eine Abfolge erhöhter Gipfel, zeigt aber auch einige glatte und isolierte Höcker, die dank der sehr flachen Umgebung oft höher wirken, als sie es tatsächlich sind.
Zwischen den Bergen liegen landschaftlich schöne und fruchtbare Täler, die reichlich mit Flüssen und Bächen durchzogen sind. Die Berge selbst sind mit üppigen Wäldern bewachsen, die oft sehr dichtes Unterholz ausbilden, lediglich einige wenige Gipfel sind kahl mit einer prärieartigen Vegetation.
Obwohl die Landwirtschaft in dieser Region noch eine wichtige Rolle spielt, nimmt die Bedeutung des Tourismus stetig zu und ist zum wichtigsten Wirtschaftszweig der Bergregion geworden. Einer der neueren, wachstumsstarken Zweige der Landwirtschaft ist die Produktion von Christbäumen.

## Gewässer

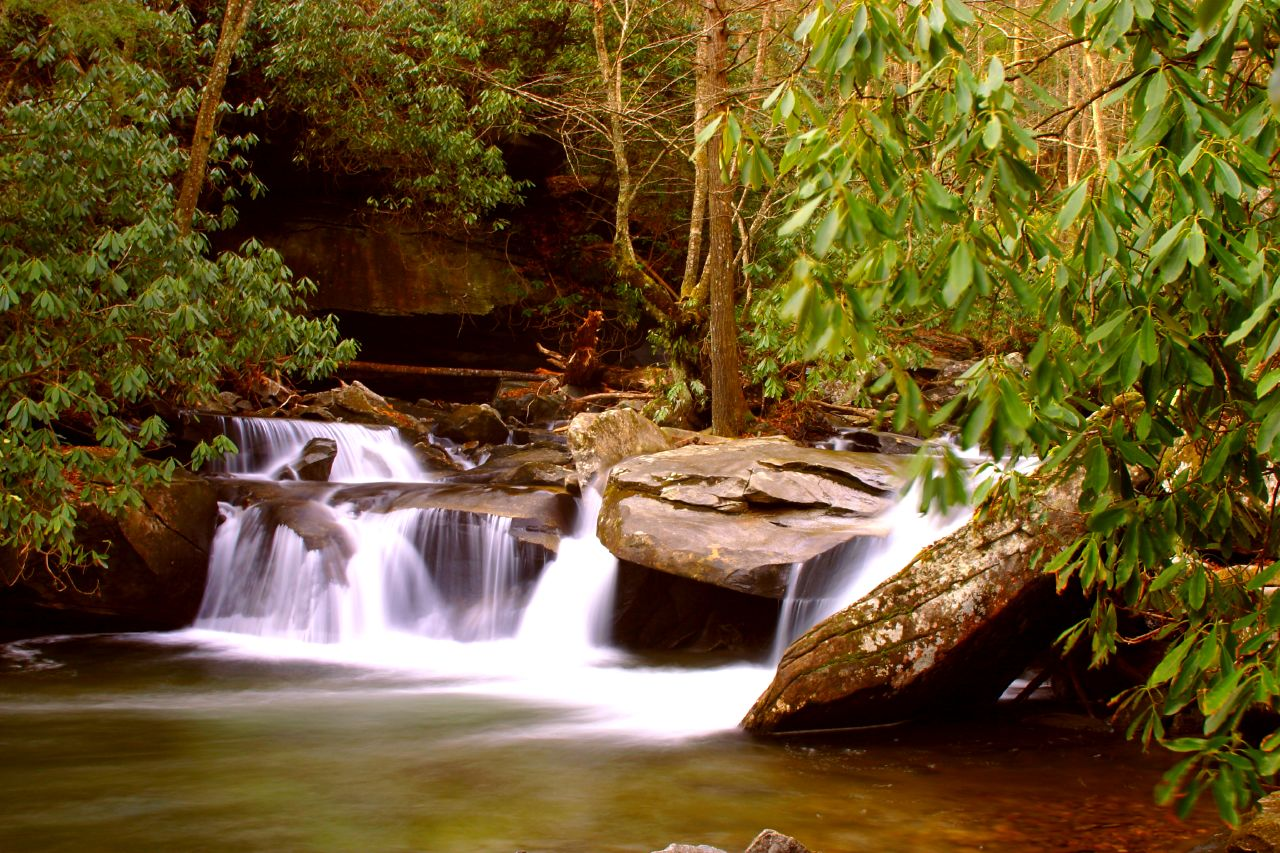
Davidson River, Transylvania County

In North Carolina gibt es drei voneinander unabhängige Flusssysteme: Flüsse, die in den Golf von Mexiko münden, Flüsse, die über South Carolina in den Atlantik münden und Flüsse, die in North Carolina in den Atlantik münden. Die Ursache für die Trennung zwischen den Systemen, die nach Westen fließen und über den Mississippi in den Golf münden, und den Flüssen, die Richtung Atlantik fließen, ist die östliche Hauptwasserscheide Amerikas. Sie verläuft im Westen des Staates von Nord nach Süd entlang des Grates der Blue Ridge Mountains, und die Flüsse des ersten Systems entspringen auf der Westflanke des Blue Ridge. Die Trennung zwischen den Flusssystemen, die im Atlantik münden, wird durch eine Erhebung verursacht, die sich von den Ausläufern der Blue Ridge Mountains in südöstlicher Richtung fast bis zur Hafenstadt Wilmington entlang der Grenze zu Virginia zieht.
Die Flüsse des zweiten Systems entspringen auf der Ostflanke des Blue Ridge. Diese Flüsse, der Catawba River und der Yadkin River, versorgen mit ihren Zuflüssen etwa 30 Countys des Staates, ziehen sich wie ein Fächer durch das Land und bewässern einen großen Teil des Piedmont, bevor sie über die Grenze nach South Carolina fließen und dort die Küste erreichen. Der Yadkin River wurde zur Energiegewinnung und Flutkontrolle stark eingedämmt; kurz unterhalb des letzten Staudammes, bevor er auf das Gebiet South Carolinas fließt, wird er der Pee Dee River genannt.
Der Chowan River, der Roanoke River, der Tar River, der Neuse River und der Cape Fear River gehören zum dritten Flusssystem North Carolinas und waren vor Erbauung der Eisenbahnrouten wichtige Handelswege. Die drei letztgenannten Flüsse entspringen nahe der Nordgrenze des Staates, in der Nähe der östlichen Quelle des Yadkin River. Der Ursprung des Chowan River liegt im Nachbarstaat Virginia unweit des Appomattox Court House, während die wesentlichen Quellen des Roanoke River sich ebenfalls in Virginia befinden, aber in den Blue Ridge Mountains entspringen. Andere Zuflüsse finden sich im Quellgebiet des Yadkin River auf dem Gebiet North Carolinas. Nur einer der Flüsse fließt direkt ins Meer, die anderen fächern sich in der Küstenebene immer weiter auf und münden in die beiden Sounds.
Die Flüsse aller drei Systeme werden von meist flachen, mit Zypressen und Harthölzern bewaldeten Ufern gesäumt. In ihrem Verlauf von den Hochplateaus zu den Niederungen überwinden sie Höhenunterschiede von mehreren hundert Metern durch Stromschnellen und Wasserfälle. Diese bieten regenerative Energien für verschiedene Maschinen an. In der kolonialen Vergangenheit nutzten vielfach Baumwollmühlen und andere Betriebe wie Sägewerke das Angebot und begünstigten damit den Aufstieg vieler Städte und Ortschaften. Die Sounds und die flacher verlaufenden Flüsse in der niedrig gelegenen Küstenebene bieten reiche Fischbestände und Kolonien von Wasservögeln. Die Ufer dieser Flüsse sind beliebte Jagdreviere für die Jagd auf Enten und andere Vögel, während Angler die Region um den Albemarle Sound vor allem wegen der Heringe, Alsen und Schnäpper aufsuchen.

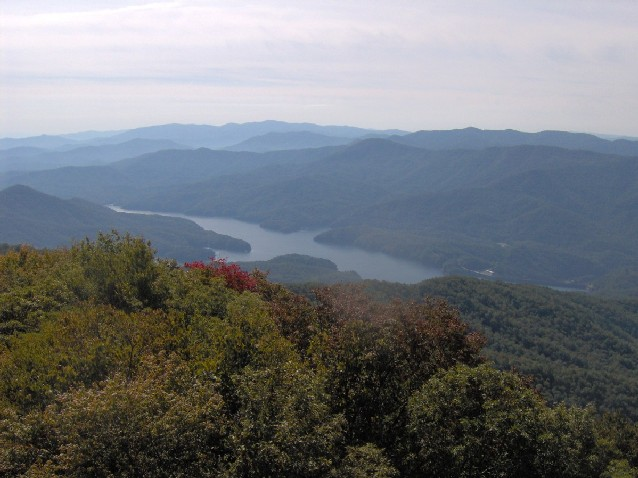
Fontana Lake

Die Sounds und die dort mündenden Flüsse schaffen ein Netzwerk von Wasserwegen mit einer Länge von etwa 1800 Kilometern, die sich für die Dampf- und Segelschifffahrt eignen. Sie sind durch die vorgelagerten Inseln vom offenen Meer getrennt. Auf diesen zwischen 90 Metern und etwas über drei Kilometern breiten Inseln leben auch die halbwilden Bank Ponys, eine Rasse kleinwüchsiger Pferde. Die Banks ziehen sich die gesamte Küste von North Carolina entlang und werden von Verbindungen zum Atlantik unterbrochen, die aber meist zu seicht für die Durchfahrt von Schiffen sind. Die Banks beschränkten die Entwicklung der Häfen und des Handels über den Wasserweg im Norden beträchtlich, allerdings bieten Beaufort Harbor und der Cape Fear River geeignete Häfen.
In North Carolina finden sich überall kleinere natürliche Seen; durch die Eindämmung der Flüsse durch Energieversorgungsfirmen sind aber auch größere Stauseen und Reservoire entstanden, die neben der Flutkontrolle und der Energiegewinnung auch als touristische Ziele, Naherholungsgebiete und Jagd- und Angelregionen dienen. Ein größeres Seengebiet entstand beispielsweise durch den Rückstau des Yadkin River an den Ausläufern der Uwharrie Mountains: die Uwharrie Lakes. Der größte dieser Seen ist der High Rock Lake, ein beliebtes Ziel für Angler und Erholungssuchende. Der größte durch Menschenhand in North Carolina geschaffene See ist mit einer Fläche von 129 Quadratkilometern der Lake Norman, ein Stausee am Catawba River, an dessen Ufer der Lake Norman State Park in Zusammenarbeit zwischen Staat und Energieversorger entstanden ist.

## Geologie
Die Geologie North Carolinas lässt sich im Wesentlichen ebenfalls in drei Regionen einteilen, die ebenso in west-östlicher Richtung verlaufen. Dabei befindet sich der mit über eine bis etwa eineinhalb Milliarden Jahren älteste Teil des Staates im Westen. Der als Blue Ridge Belt bezeichnete Gürtel, zu dem auch die kleineren Abschnitte Murphy Belt und Grandfather Mountain Window gezählt werden, besteht aus vulkanischem, sedimentärem und metamorphem Gestein, wie beispielsweise Feldspat, Glimmer und Quarz.
Nach Osten hin schließt sich das Piedmont an, zu dem neben dem Inner Piedmont Belt mit einem Alter von 750 bis 500 Millionen Jahren der Kings Mountain Belt, Milton Belt, Charlotte Belt, Carolina Slate Belt, Raleigh Belt und der Eastern Slate Belt gehören, die alle ein Alter zwischen 650 und 300 Millionen Jahren aufweisen. Ebenfalls Teil des Piedmont sind die mit 200 bis 190 Millionen Jahren deutlich jüngeren Triassic Basins, ehemalige Senkungsgräben, die durch Schlamm und ausgespülte Sedimente der angrenzenden höheren Gebiete aufgefüllt wurden. Im Carolina Slate Belt wurden bereits vor dem Goldrausch Minen zur Goldgewinnung betrieben, heute werden neben Lithium und Ton in dieser Region vor allem Granit, Gneis und andere Materialien für das Baugewerbe abgebaut.
Der größte und zugleich jüngste geologische Abschnitt des Staates ist die atlantische Küstenebene, die etwa 45 % des Staates bedeckt und sich vom Piedmont bis zum Atlantik erstreckt. Nach Westen wird die Küstenebene durch die sogenannte fall zone abgegrenzt, die etwa 90 Meter über dem heutigen Meeresspiegel liegende drei Millionen Jahre alte Küstenlinie. Sie besteht hauptsächlich aus Sedimentgestein, meist Sand und Lehm, im Süden der Küstenebene findet sich auch Kalkstein. Das wirtschaftlich bedeutsamste Mineral des Staates, für Dünger verwendbares Phosphat wird in dieser Region abgebaut.

## Klima

Klimazonen

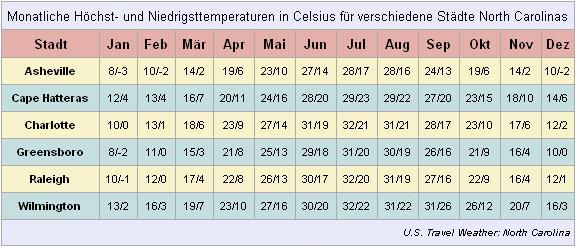

Die Einflüsse und das Klima North Carolinas unterscheiden sich in den verschiedenen Regionen des Staates. Die Berge dienen oft als „Schild“ der Piedmont-Region, der niedrigen Temperaturen und Stürme aus dem Mittleren Westen abhält. Im größten Teil des Staates herrscht warmgemäßigtes Regenklima; ausgenommen sind die höher gelegenen Gebiete in den Appalachen, die zur Zone des vollfeuchten borealen Klimas gerechnet werden. Die durchschnittliche Tagestemperatur in den meisten Gebieten des Staates liegt im Juli um 32 °C. Im Januar liegen die Temperaturen im Mittel bei 10 °C.
Die Küstenebene wird klimatisch vom Atlantischen Ozean beeinflusst, der im Winter für milde und im Sommer für nicht allzu sehr hohe Temperaturen in der Küstenebene sorgt. Die Tageshöchsttemperatur an der Küste liegt im Sommer bei 31 °C, während die Temperaturen im Winter selten unter 4 °C fallen. Die durchschnittliche Tageshöchsttemperatur in den Wintermonaten liegt in der Küstenebene um 15 °C, Temperaturen unter dem Gefrierpunkt sind äußerst selten. In der Küstenebene fallen jährlich etwa zwei Zentimeter Schnee, viele Winter sind völlig schnee- und eisfrei.
Der Atlantische Ozean hat im Piedmont deutlich weniger Einfluss, die Sommer sind wärmer und die Winter kälter als in der Küstenregion. Die Tageshöchsttemperaturen liegen im Sommer durchschnittlich bei über 32 °C, steigen aber selten über 37 °C. Die wärmste Region des Staates liegt in den tiefer gelegenen Gebieten des Piedmont, rund um die Stadt Fayetteville. Ohne den mäßigenden Einfluss des Meeres sind die Temperaturschwankungen im Piedmont deutlich stärker als an der Küste. Der Winter ist auf dem Piedmont Plateau weniger mild als in der Ebene der Küstenregion, die Tagestemperaturen liegen im Mittel um 10 °C und fallen nachts oft unter den Gefrierpunkt. Die jährlichen Schneefälle betragen zwischen 7 und 12 Zentimeter in der Region um Charlotte und bis zu 20 Zentimeter bei Raleigh. Das Winterwetter im Piedmont ist bekannt für Graupelschauer und Eisregen, der in manchen Stürmen so heftig ausfallen kann, dass Bäume und Stromleitungen unter der Last zusammenbrechen. Obwohl die jährlichen Niederschlagsmengen und die Luftfeuchtigkeit im Piedmont niedriger sind als an der Küste oder in den Bergen, werden jährlich etwa 100 Liter pro Quadratmeter Niederschläge gemessen.
Die Appalachen sind das kühlste Gebiet North Carolinas und auch im Sommer steigt die Temperatur selten über 26 °C. Die durchschnittlichen Tagestemperaturen liegen im Winter zwischen −1 °C und 5 °C, oft sinken sie unter −9 °C. Es fällt zwischen 36 und 51 Zentimeter Schnee pro Jahr, in den höheren Region meist mehr, beispielsweise fielen während eines Blizzards im Jahre 1993 mehr als 120 Zentimeter Schnee auf dem Mount Mitchell, dem höchsten Berg North Carolinas.

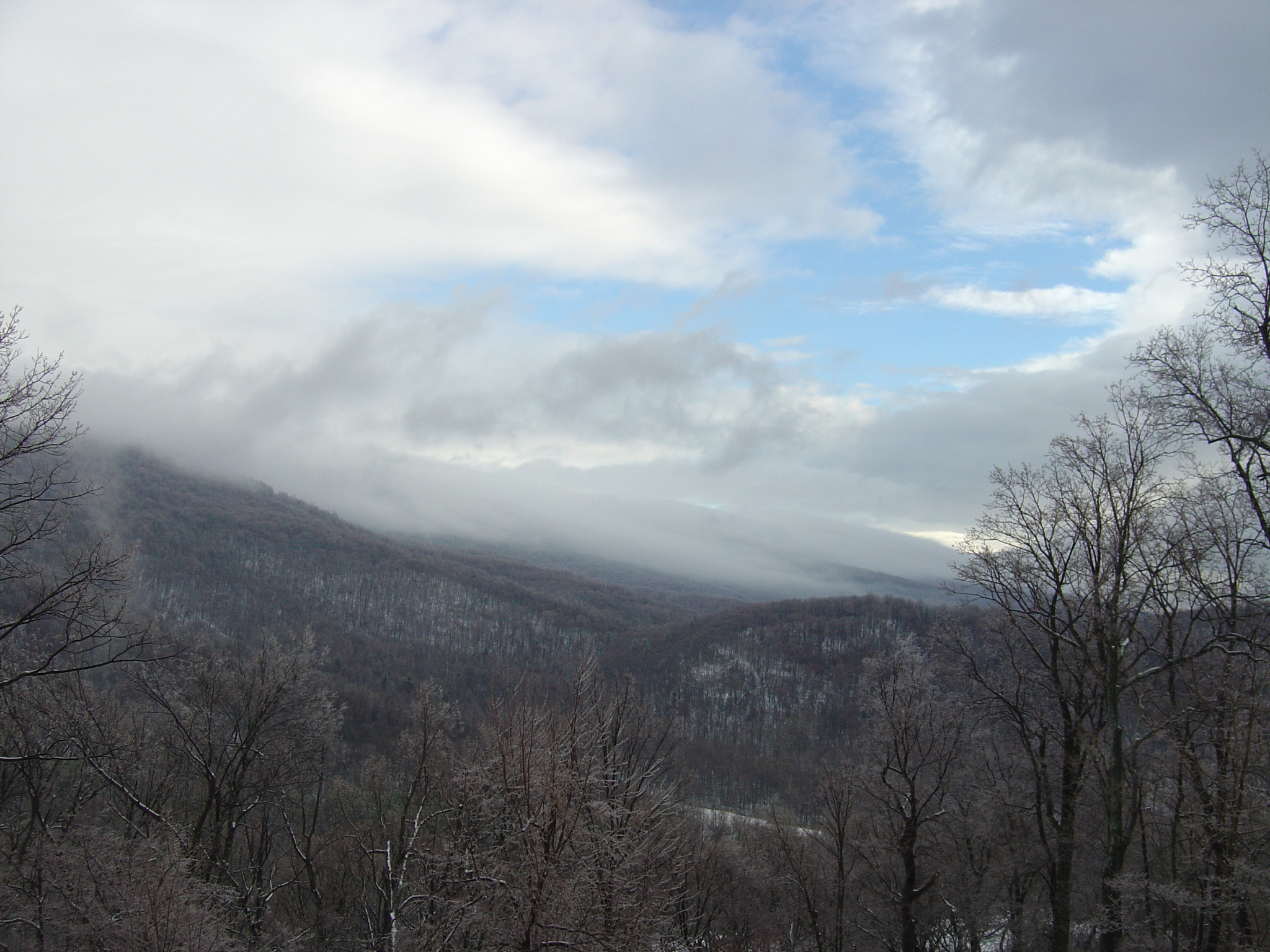
Shenandoah-Nationalpark im Winter

Heftige Wetterphänomene sind in North Carolina nicht selten. Durchschnittlich wird der Staat einmal pro Jahrzehnt voll von einem Hurrikan getroffen, tropische Stürme treffen den Staat etwa alle drei bis vier Jahre. In manchen Jahren kann North Carolina mehrmals von einem Hurrikan und tropischen Stürmen heimgesucht werden, oder die Auswirkungen der Ausläufer dieser Stürme in der Küstenebene spüren. Nur die Bundesstaaten Florida und Louisiana werden häufiger von Hurrikans getroffen als North Carolina. Durchschnittlich werden an 50 Tagen pro Jahr Gewitter verzeichnet, einige davon so schwer, dass sie Hagel und Windböen von Orkanstärke verursachen.
Obwohl die meisten Hurrikans Schäden in den Küstenregionen des Landes anrichten, können sie durchaus das Landesinnere erreichen und dort große Zerstörungen verursachen. Beispielsweise erreichte der Hurrikan Hugo das Hinterland des Staates, verursachte schwere Schäden in Charlotte und wanderte bis zu den Blue Ridge Mountains im Nordwesten des Staates. Im Jahresdurchschnitt erlebt North Carolina weniger als 20 Tornados, die meisten werden durch Hurrikans oder tropische Stürme in der Küstenebene verursacht. Aus Gewitterstürmen entstehende Tornados kommen in den östlichen Teilen des Staates vor, während das westliche Piedmont oft durch die Berge vor solchen Stürmen geschützt wird. Ein weiteres Wetterphänomen namens Cold Air Damming, der Aufstau kalter Luftmassen, findet im Westen des Staates gelegentlich statt, das kann die Stürme abschwächen, führt aber auch zu massivem Eisregen im Winter.

## Fauna und Flora

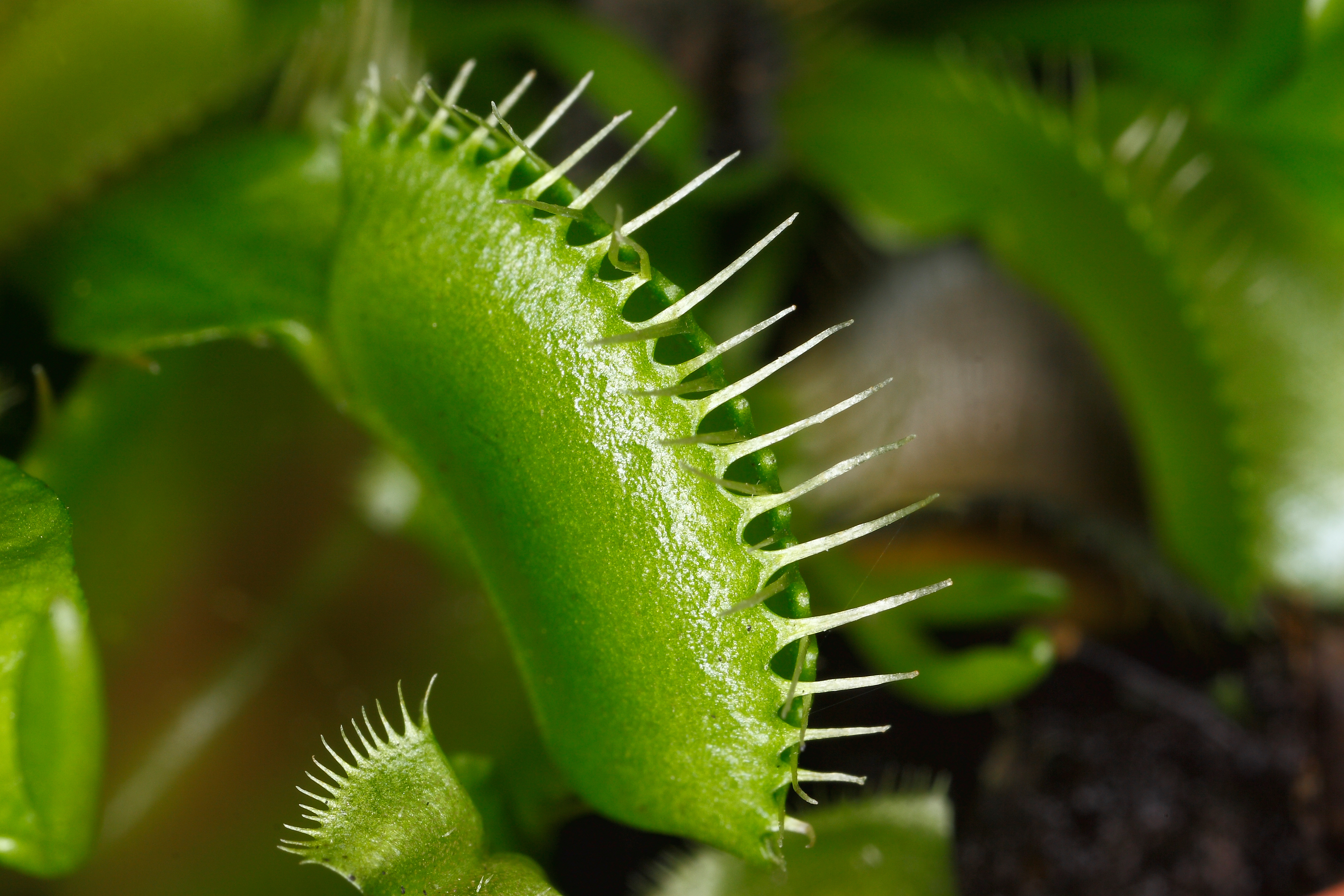
Venusfliegenfalle

Die Fauna und Flora des Staates bietet aufgrund der geographischen Lage ein sehr vielfältiges Bild, das von dem sparsamen und flachwurzelnden Bewuchs der Küstenregion und den dort lebenden amerikanischen Alligatoren bis hin zu den von Bären und Weißwedelhirschen bewohnten Nadelwäldern in den Appalachian Mountains reicht. Dabei sind die typischen Pflanzen und Tiere des Südostens vertreten, insgesamt etwa 300 Baumarten und -unterarten, sowie etwa 3000 verschiedene blühende Pflanzen. Etliche der in North Carolina vorkommenden Pflanzen und Tierarten gelten als gefährdet, teilweise bezieht sich das auf das Vorkommen im Staat, aber auch landesweit gefährdete Arten haben ihren Lebensraum in North Carolina, beispielsweise der Weißkopfseeadler, verschiedene Wale und die Blue Ridge Goldrute.
In der Küstenregion siedeln sich in den Salzwiesen und Marschen vor allem Strandhafer und Schlickgräser an. An Bäumen wachsen vor allem virginische Zedern und Kiefern, in den Schwarzwassersümpfen der Region finden aber auch Zypressen, Eukalyptus und Mangroven gute Wachstumsbedingungen. Weltweit ausschließlich in der Region um Wilmington ist die Venusfliegenfalle verbreitet. Neben verschiedenen Salz- und Süßwasserfischen leben auch Austern, Seeschildkröten und die geschützten Mississippi-Alligatoren in den Flüssen, Seen und an der Küste des Staates. Eine Besonderheit der Outer Banks sind die sogenannten Bank Ponys, die halbverwildert auf der vorgelagerten Inselkette leben.

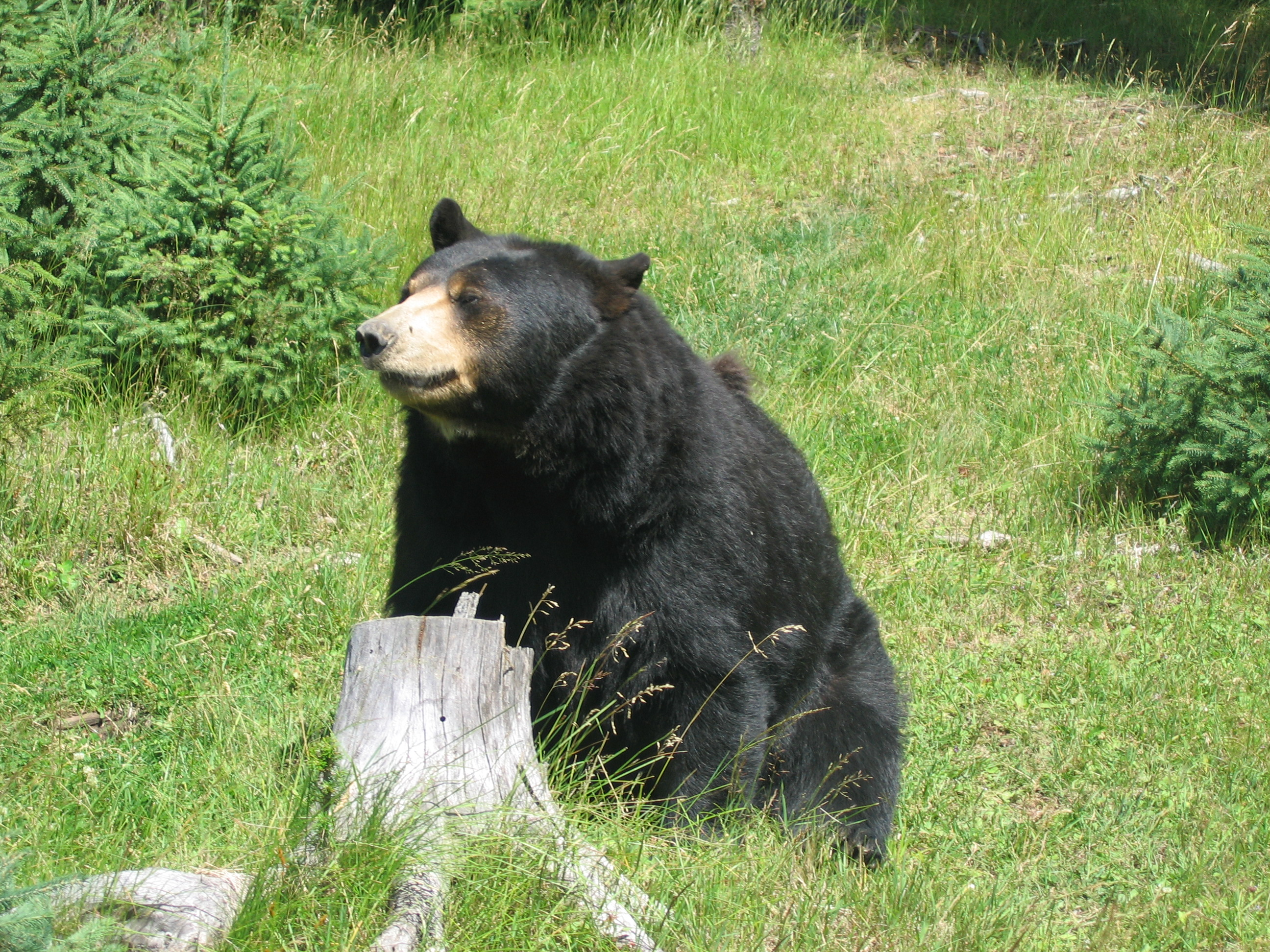
Schwarzbär

Im Piedmont können die Bäume tiefer wurzeln, es gibt Mischwälder und offene Landstriche, in denen Pappeln, Birken, Linden, Rosskastanien und Ahorn wachsen, dazu kommen beispielsweise der Carolina Schierling und verschiedene Orchideenarten. Verbreitete Tierarten sind neben den verbreiteten Arten wie den Waschbären und Eichhörnchen auch Opossums, einige von Aussterben bedrohte Fledermausarten und Biber. Die Flüsse und Seen werden von Barschen, Welsen und anderen Fischen besiedelt, außerdem gibt es eine Vielzahl verschiedener Wasservögel, vor allem Enten- und Gänsearten.
Zu den Bergen hin geht die Vegetation in Nadelwälder über, teilweise überschneiden sich hier die Lebensräume der Tiere mit dem Piedmont. Bereits ausgestorben sind Grauwölfe und Berglöwen, allerdings kommen Rotluchse in den Wäldern North Carolinas vor. Im Bereich des Great Smoky Mountain leben außerdem Schwarzbären, die inzwischen eine Touristenattraktion darstellen. Die erst im 19. Jahrhundert eingeführten Wildschweine treten verbreitet auf, genauso wie Weißwedelhirsche. In den klaren Flüssen der Berge leben Forellen und Barsche.